# تيليجرام في إيران
يَستخدِم تيليجرام التطبيق الذي يُقدّم خدمة الرسائل الفورية أكثر من 50 مليون مستخدم في إيران لذلك فهو مهم إلى حدّ بعيد هناك للشركة غير الربحية وللمواطنين على حدّ سواء.
في أعقاب الاضطرابات التي اندلعت في إيران؛ قامت الحكومة هناكَ بحظر كل من فايبر ولاين وتقييد الشعب الإيراني من الوصول لهما. بعد ذلك؛ وحسب الإحصائيات الرسمية للشركة فإنّ مستخدمي التطبيق في إيران قد تضاعف عددهم بعض حظر وحجب التطبيقان السابقان. بالإضافة إلى باقي مزايا البرنامج فإن تيليجرام يسمحُ بِتبادل الملفات بسرعة تصل إلى 1 جيجابايت. في حقيقة الأمر لطالما منعت إيران عددًا من التطبيقات والمواقع هذا فضلا عن فرض قيود على وصول المستخدمين لهم. خلال الاحتجاجات التي اندلعت في 8 ديسمبر/كانون الأول 2017؛ منعت الحكومة تيليجرام لأكثر من أسبوع ثم أصبحَ متاحًا مرة أخرى يوم 23 ديسمبر 2017. أُعيدَ حظر التطبيق في 10 مايو عام 2017 من قبل السلطات القضائية التي طلبت من مكتب المدعي العام في طهران حظر مزودي خدمات الإنترنت للتطبيق حتى لا يصلُ له من يستعملُ الشبكات الخاصة الإفتراضية. بالرغم من حظر البرنامج في عدّة مرات إلا أن المستخدمين الإيرانيين يُهاجروا باتجاه خدمات بديلة واتساب.

## طلب التجسس
في 20 تشرين الأول/أكتوبر 2015 أنكرَ بافيل دوروف, الرئيس التنفيذي لشركة تيليجرام طلبًا من السلطات الإيرانية بخصوص معلومات خاصة عن مواطني البلد. تزامنًا مع ذلك تم حظر التطبيق لمدة ساعة واحدة في إيران ثم سُرعان ما أُعيدَ رفع الحجب عنه بعد ذلك. نشرَ بافليل في وقتٍ لاحق بيانًا ذكر فيه: «السلطات الإيرانية تريد استخدام تيليجرام للتجسس على مواطنيها ... طبعًا نحنُ لا يمكن أن نساعدها في هذا.»

## الحجب

خريطة تُظهر البلدان التي حظرت تيليجرام كليًا أو جُزئيًا.
حجب تام وكلّي
حجب جزئي

تقومُ سياسة الحكومة الإيرانية على فرض رقابة على كل الشبكات الاجتماعية وخدمات الرسائل الفورية. في الإطار ذاته؛ واصلتِ الحكومة عرقلة الوصول إلى تيليجرام يوم السبت 19 مايو 2015 حيثُ منعت شركات الاتصالات الإيرانية المواطنين منَ الوصولِ إلى تيليجرام في بعض أجزاء محافظة طهران وبعض المحافظات الأخرى دون إشعار مسبق. بعد يوم واحد من ذلك تمّ منع خاصيّة المكالمات الصوتية في تطبيق مسنجر. في المنحى ذاته؛ كتبَ بول دوروف ردًا على المستخدمين الذين طرحوا أسئلة حولَ مشاكل المكالمات الصوتية في إيران: «لقد منعت الشركات المزودة لخدمة الإنترنت في إيران الوصول لهذه الخدمات مرة أخرى.»
في أعقاب الإحتجاجات في إيران في عامي 2017 و2018 قرّرَ المجلس الاعلى للأمن القومي قطع الوصول لجميع شبكات التواصل الاجتماعي بما في ذلك تيليجرام،  على الرغم من ادّعاء الحكومة أن الحجب مؤقت لا غير. في ليلة 23 يناير من عام 2017؛ تمّ رفع الحجب عن كل التطبيقات.